# 로렌초 첼시

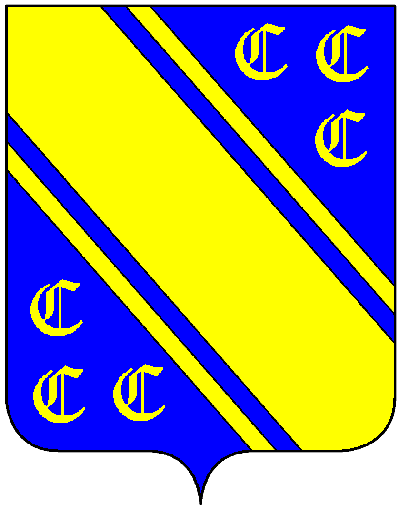

로렌초 첼시(Lorenzo Celsi, 1310년 경 – 1365년 7월 18일)는 1361년 7월 16일부터 그의 사망까지 제58대 베네치아의 도제로 역임했던 베네치아의 정치인이다.

## 생애
그는 부유한 가문의 아들로 태어났으며, 베네치아의 국익을 지키기 위해 제노바를 상대로 소함대를 이끌기도 했었다. 그는 마르체시나 기시(Marchesina Ghisi)와 혼인했다. 그의 재임 동안 첼시는 베네치아 정부의 권위를 무너트리고 독립 국가를 세우려던 반란인 크레타섬의 성 티투스 반란을 맞닥드리기도 했다.